# Биној Кришна Тикадер
Биној Кришна Тикадер (бенг. বিনয় কৃষ্ণ তিকাদের) био је индијски арахнолог и зоолог, у своје време водећи експерт за паукове у Индији. Био је члан групе Зоолошког истраживања Индије (енгл. Zoological Survey of India) и аутор већине детаљних радова о индијским пауковима до своје смрти, укључујући Приручник индијских паукова (енгл. Handbook of Indian Spiders) први пут објављен 1987. године. Књига описује 40 породица и 1066 врста Индије, од којих је већину открио Тикадер лично. Приручник је водич за све арахниде (укључујући шкорпије), не само за паукове. Тикадер је такође био и популарни научни аутор на свом бенгалском језику и био је аутор Бенгалских паукова (бенг. Banglar Makorsha, енгл. Bengal's spiders) за лаике.

## Фокус на источну Индију
Радећи на Зоолошком истраживању Индије базираном у Калкути, Тикадер је био посебно заинтересован за паукове источне Индије и Андаманских и Никобарских Острва. Многе од његових номенклатура тако носе имена места у источној Индији као део свог специфичног научног имена — на пример, andamanensis (Андаманска Острва), bengalensis (регион Бенгал), dhakuriensis (суседство Дакурија у Калкути) — већином базирано на региону проналаска или дистрибуције.

## Почасти
Биној Тикадер је имао титуле доктора филозофије и доктора наука, а добио их је од Универзитета у Калкути.
Само неколико врста је добило име у част Тикадера, укључујући шест из једне породице. Док jе сведок за квалитет и важност свог рада, имати неколико врста именованих по једној особи и није уобичајено за научнике који раде у оваквих подручјима „густе филогеније”.

### Рибе
- (оригинално Aborichthys tikaderi) из породице [1]

### Паукови
- из породице
- из породице
- из породице
- из породице
- из породице [1]

- из породице
- из породице
- из породице
- из породице
- из породице
- из породице
- из породице [1]

## Одабрана библиографија
- Tikader, B. K. (1982). Fauna of India: Arachnid Vol 2: Spiders. Zoological Survey of India, Calcutta, India.
- Tikader, B. K. (1983), Threatened Animals of India. Zoological Survey of India, Calcutta, India.
- Tikader, B. K.; Bastwade, D. (1983). Fauna of India: Arachnid Vol 3: Scorpions. Zoological Survey of India, Calcutta, India.
- Tikader, B. K. (1987). Handbook of Indian Spiders. Zoological Survey of India, Calcutta, India.[1]